# Aloe jucunda
Aloe jucunda là một loài thực vật có hoa trong họ Măng tây. Loài này được Reynolds mô tả khoa học đầu tiên năm 1953.

## Hình ảnh

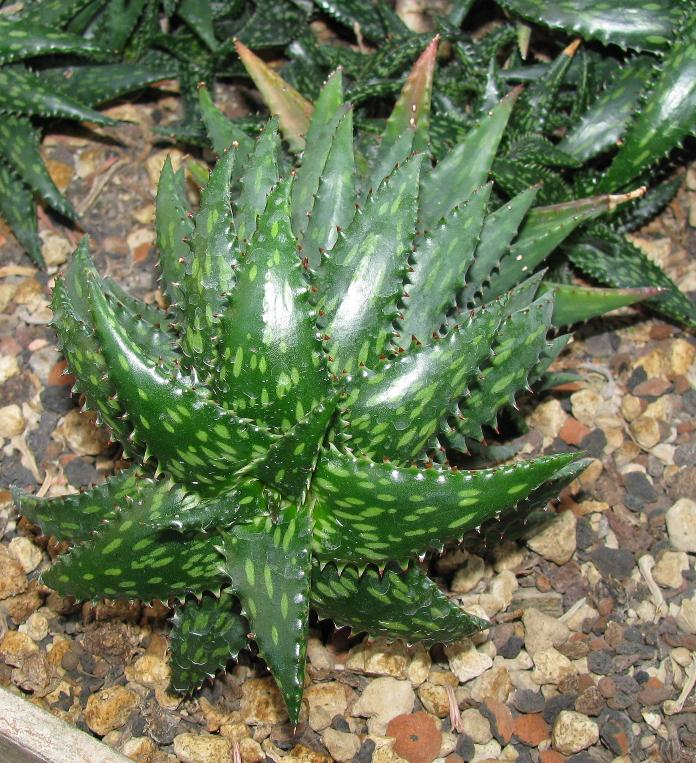
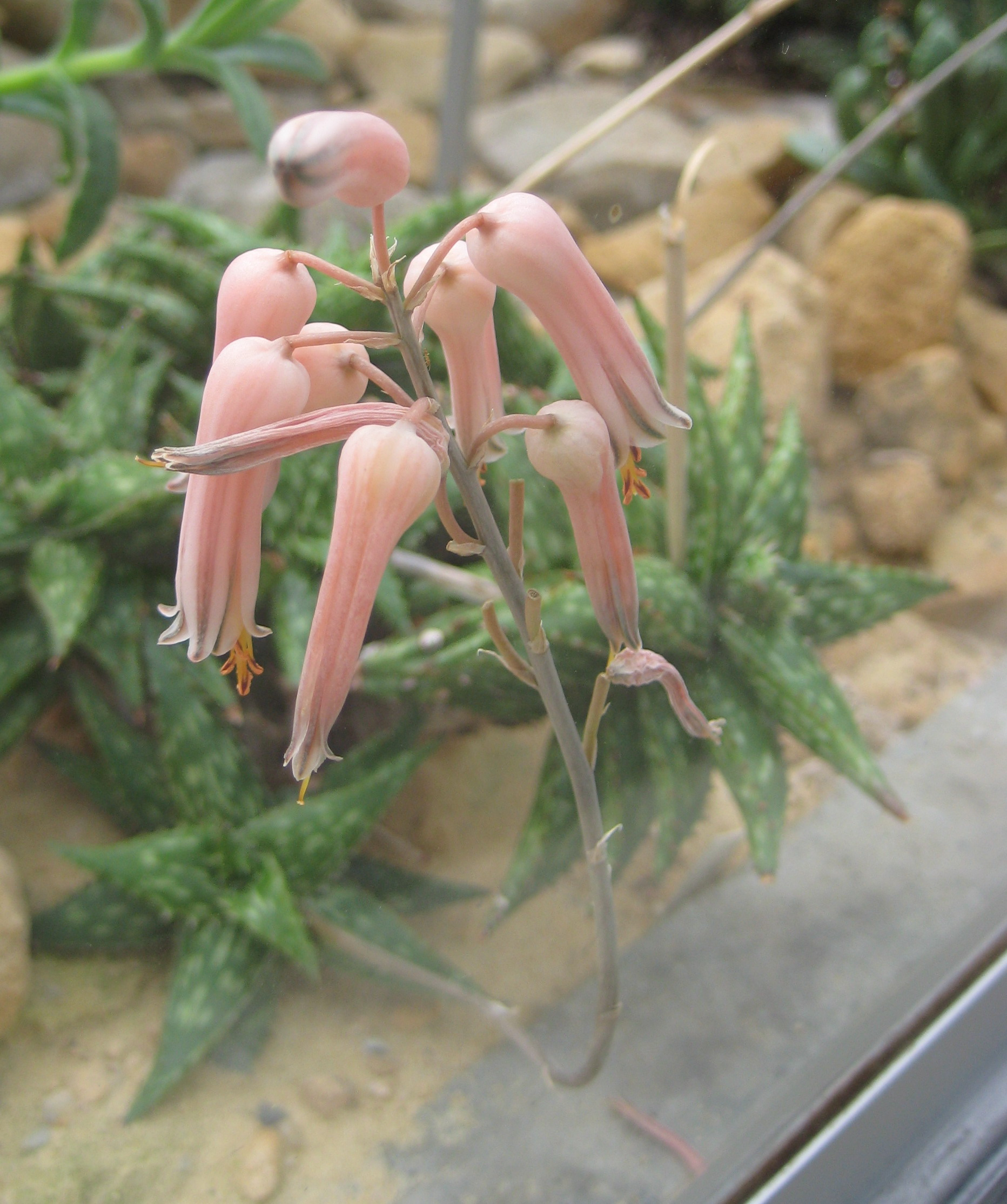
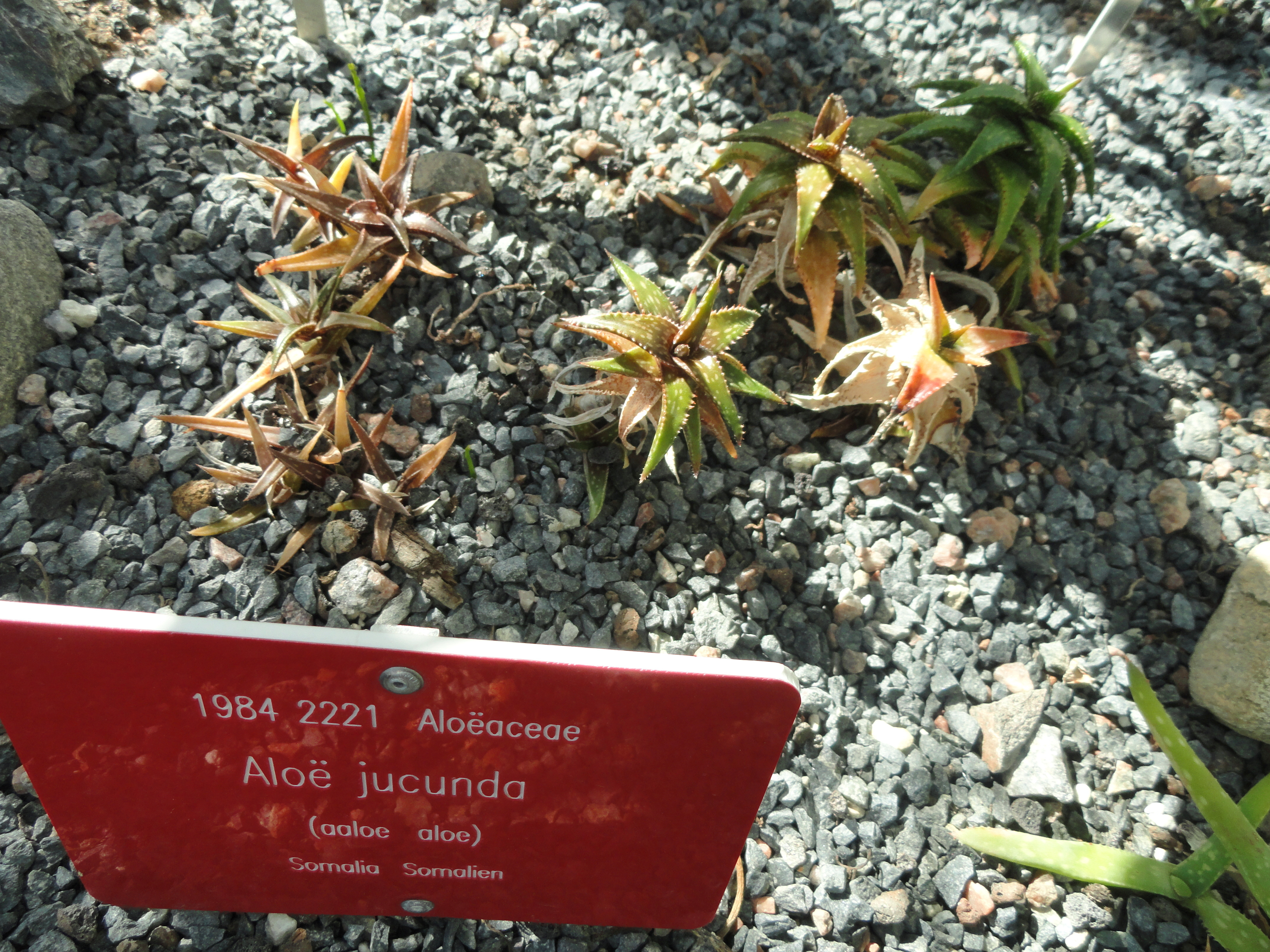
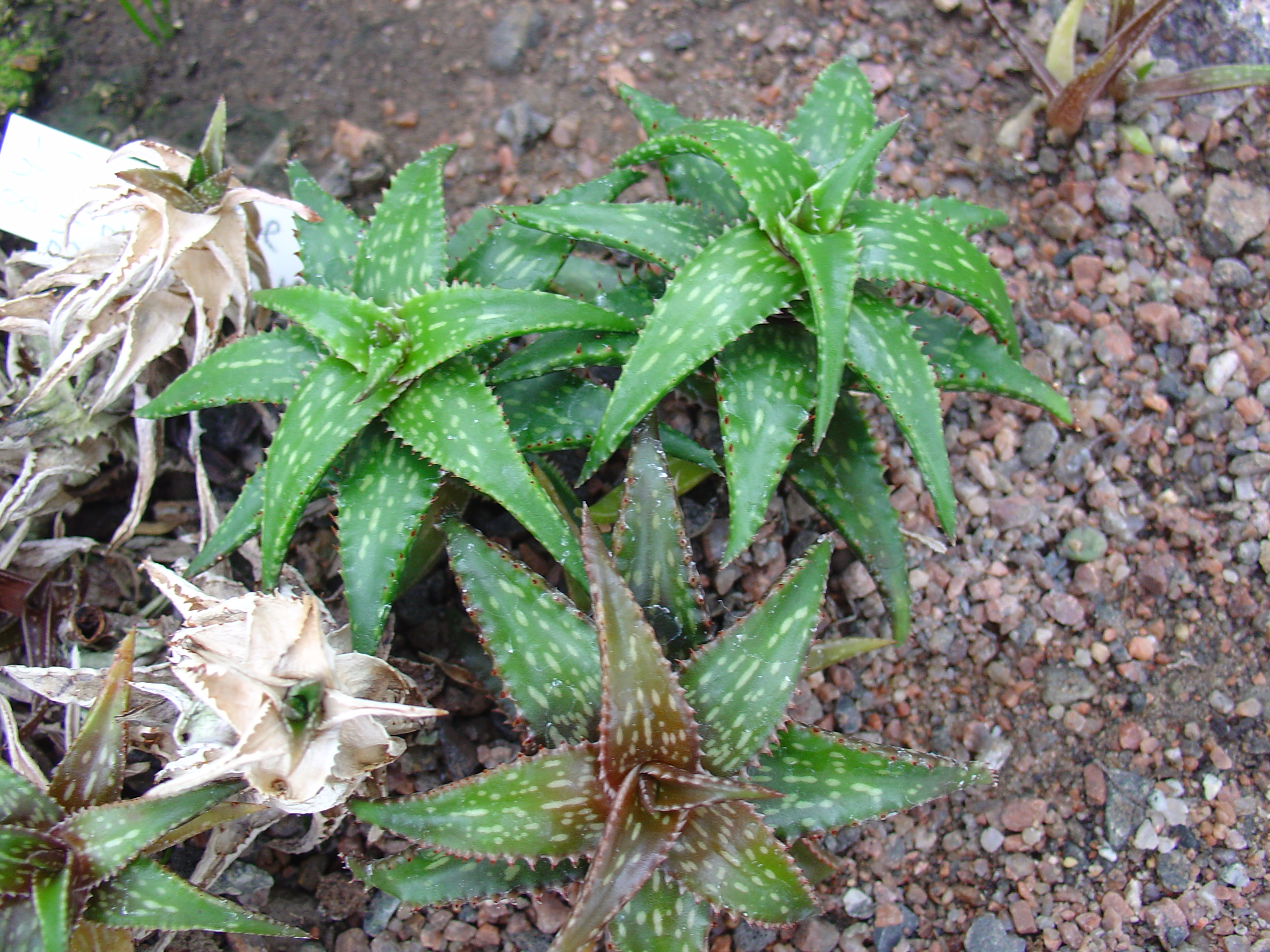